# 決心 (SUPER BEAVERの曲)
「決心」（けっしん）は、SUPER BEAVERの楽曲。3作目の配信限定シングルとして2023年11月3日にソニー・ミュージックレコーズよりリリースされた。

## 概要
前作「儚くない」より約4ヶ月ぶり、配信限定シングルとしては「虹」より6年ぶりとなる。
表題曲は、森永製菓 inゼリーエネルギーブドウ糖TV-CM「考えるためのエネルギー」篇CMソングとなっている。

## 収録曲
| #  | タイトル | 作詞・作曲 | 編曲         | 時間  |
| -- | -------- | ---------- | ------------ | ----- |
| 1. | 「決心」 | 柳沢亮太   | SUPER BEAVER | 04:29 |